# John Phillip Law
John Phillip Law, född 7 september 1937 i Hollywood, Los Angeles, Kalifornien, död 13 maj 2008 i Los Angeles, Kalifornien, var en amerikansk skådespelare. 

## Biografi
Law föddes och växte upp i Hollywood. Han gjorde debut på Broadway i Garson Kanins Come On Strong. Han medverkade i ett antal filmer, bland annat Ryssen kommer! Ryssen kommer! (1966) innan han fick sitt stora genombrott som ängeln Pygar i Roger Vadims i Italien inspelade Barbarella (1968). Han blev en sexsymbol och fortsatte att arbeta såväl i Italien – bland annat i Mario Bavas Diabolik ger ingen nåd (1968, liksom Barbarella baserad på en tecknad serie) – som i USA, till exempel Otto Premingers Skidoo (1968) och Jacqueline Susann-filmatiseringen The Love Machine (1971). Under 1980-talet medverkade han främst i b-filmer som John Dereks Tarzan, apmannen (1981) samt Space Mutiny (1988). 
Även under 1990-talet och framåt medverkade han uteslutande i b-filmer, med undantaget av Roman Coppolas CQ (2001).
Law hade en dotter från sitt äktenskap med modellen Shawn Ryan. Han dog 13 maj 2008 i sitt hem i Los Angeles.

## Filmografi (urval)
- 1966 – Ryssen kommer! Ryssen kommer!
- 1967 – Hämndens timme
- 1967 – Harry Sundown
- 1968 – Skidoo
- 1968 – Diabolik ger ingen nåd
- 1968 – Barbarella
- 1971 – The Love Machine
- 1974 – Sinbads fantastiska resa
- 1976 – På andra sidan bron
- 1981 – Tarzan, apmannen
- 1982 – Attackstyrka Z
- 1988 – Space Mutiny
- 1989 – Alienator
- 2001 – CQ
- 2003 – Curse of the Forty-Niner

## Teater

### Roller
| År   | Roll            | Produktion       | Regi         | Teater                                        |
| ---- | --------------- | ---------------- | ------------ | --------------------------------------------- |
| 1965 | Kungens officer | Tartuffe Molière | William Ball | ANTA Washington Square Theatre, New York, USA |